# صلاح منصور
صلاح منصور (عربی: صلاح منصور؛ ۳ فوریهٔ ۱۹۲۳ – ۱۹ ژانویهٔ ۱۹۷۹) کارگردان فیلم، و هنرپیشه اهل مصر بود.